# Ängbyplan (metrostation)
Ängbyplan is een station aan de groene lijn T19 van de metro van Stockholm, in de wijk Södra Ängby in het stadsdeel Bromma in West-Stockholm. Het station is op 1 oktober 1944 geopend als onderdeel van de Ängbybanan, een premetrotraject dat tussen 1941 en 1944 parallel aan de Bergslagsvägen gebouwd is naar de westelijke voorsteden. Het station had aanvankelijk de naam Färjestadsvägen en kreeg in 1962 de huidige naam. De ombouw tot metro begon in 1950 en op 26 oktober 1952 ging het metroverkeer van start tussen Kungsgatan in het centrum en Vällingby in het westen. Sindsdien is Ängbyplan onderdeel van de groene route van de metro.
De ingang van het station ligt aan de Färjestadsvägen, aan de westkant van het perron, tussen de beide sporen van de metrobruggen. Sinds 1994 worden de trappen en de lifthal opgesierd door keramiekwerk van de kunstenares Åsa Lindström.

## Galerij

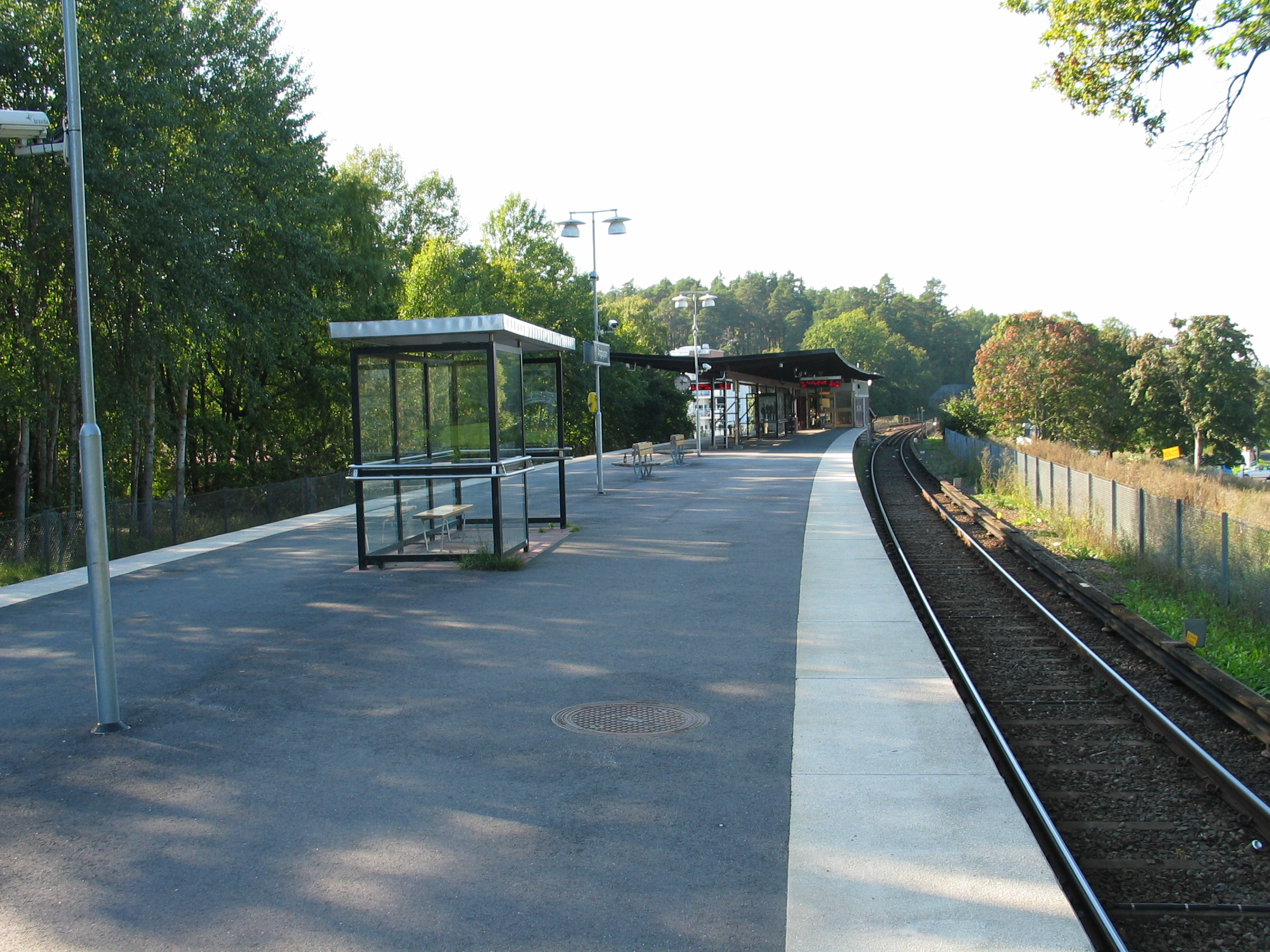
Het perron met de blik naar het westen.
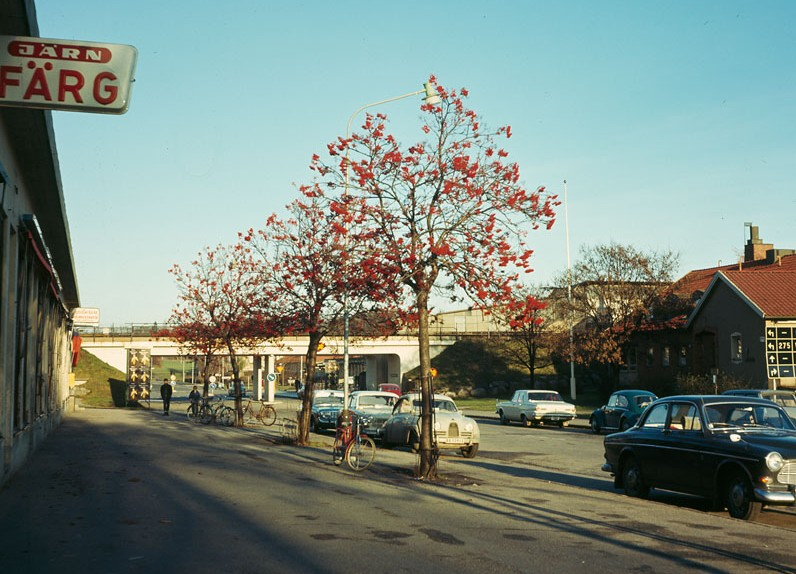
De metrobruggen aan de noordkant van het Ängbyplan in 1967

Hässelby strand · 
Hässelby gård ·
Johannelund ·
Vällingby ·
Råcksta ·
Blackeberg ·
Islandstorget ·
Ängbyplan ·
Åkeshov· 
Brommaplan·
Abrahamsberg· 
Stora Mossen· 
Alvik · 
Kristineberg · 
Thorildsplan  · 
Fridhemsplan · 
S:t Eriksplan · 
Odenplan  · 
Rådmansgatan  · 
Hötorget · 
T-Centralen ·  
Gamla Stan · 
Slussen · 
Medborgarplatsen ·  
Skanstull · 
Gullmarsplan ·  
Globen ·
Enskede gård ·
Sockenplan ·
Svedmyra ·
Stureby ·
Bandhagen ·
Högdalen ·
Rågsved ·
Hagsätra